# Kryptorealismus
Kryptorealismus ist ein von dem Kunstkritiker Hanns Theodor Flemming geprägter Begriff für den Malstil, der vom Künstler Davood Roostaei Anfang der 1990er Jahre ins Leben gerufen wurde.
Die einzelnen Elemente werden durch die Komplexität des Bildes fast bis zur Unkenntlichkeit verschlüsselt.
Dabei wird auch vor den Dimensionen des Bildes nicht Halt gemacht.
Somit können Betrachter durch Drehen des Bildes weitere verschlüsselte Elemente entdecken.